# Rank

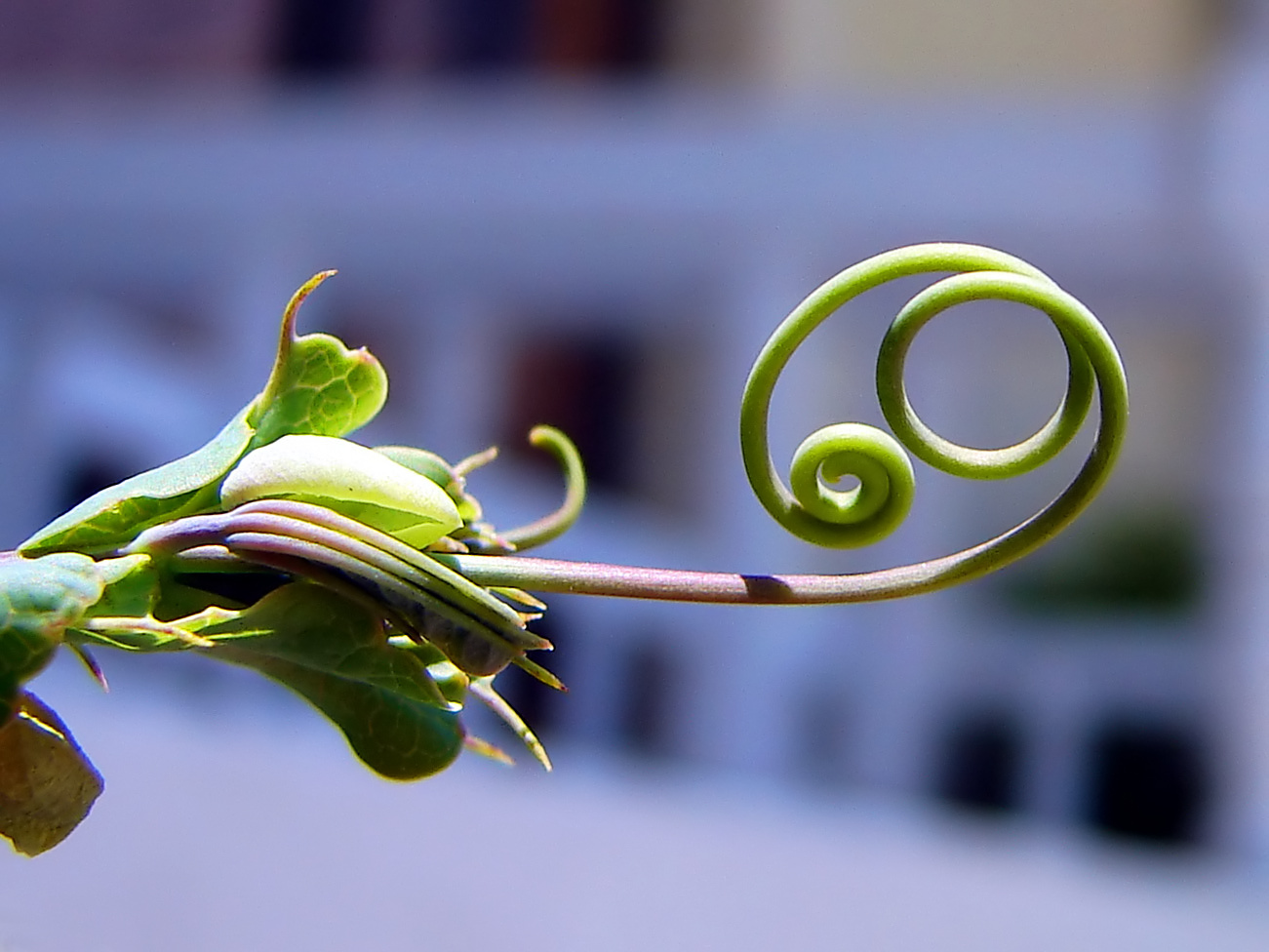
Rank

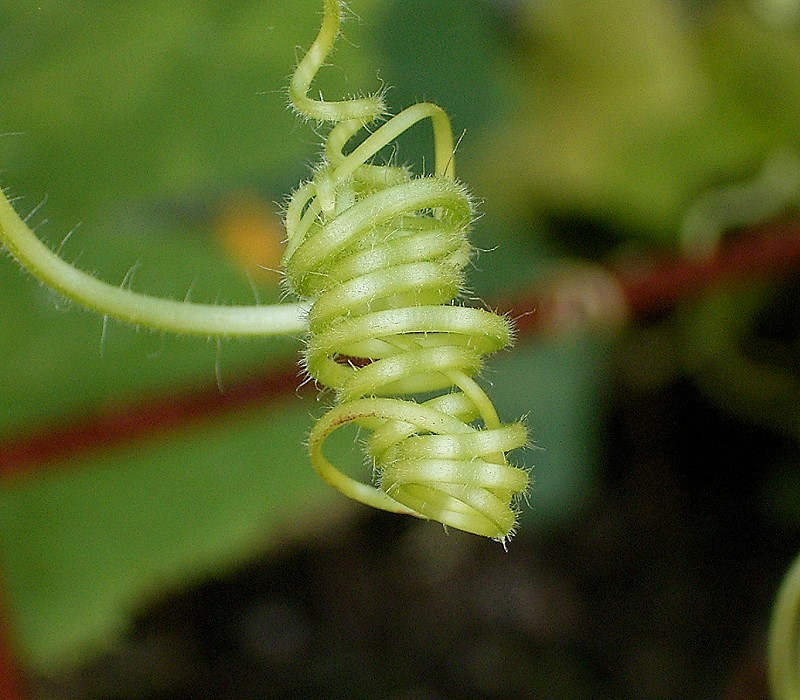
Rank van een pompoen (Cucurbita pepo)

In de plantkunde zijn ranken gespecialiseerde stengels (stengelranken), bladeren (bladranken) of bladstelen met een draadachtige vorm die door klimplanten worden gebruikt voor ondersteuning en hechting, waarbij ze zich winden om alles wat ze aanraken.
Een komkommerrank is een rechte rank, die wanneer de top zich om iets heen gewonden heeft de rest van de rank een spiraal vormt, waardoor de stengel naar het steunpunt wordt toegetrokken. De spiraalvorming begint aan twee kanten tegelijk waardoor er ergens op de rank een omkering van de spiraal zit.

## Geschiedenis
De eerste en meest uitgebreide studie van ranken was de monografie On the Movements and Habits of Climbing Plants (“Over de bewegingen en gewoontes van klimplanten”) van Charles Darwin die in 1865 werd gepubliceerd. Dit werk introduceerde ook de term circumnutatie om de bewegingen van groeiende stengels en ranken die steun zoeken te omschrijven. Hij rapporteerde dat van alle klimplanten die hij onderzocht had, Passiflora gracilis de snelst windende ranken had. Een rank van deze plant kan in circa 43 minuten bij 32 °C een volledige omwenteling maken.

## Biologie van ranken
Ranken kunnen zowel vertakt als onvertakt zijn. Bij de erwt zijn het van nature alleen de laatste deelblaadjes die zijn gemodificeerd tot bladranken. Er zijn echter ook rassen, waarbij meer of alle deelblaadjes zijn omgevormd tot ranken, respectievelijk de semi-bladloze en de bladloze rassen. Bij andere planten zoals Lathyrus aphaca is het hele blad gemodificeerd tot een bladrank terwijl de steunblaadjes zijn vergroot en de fotosynthese uitvoeren.
Weer andere planten gebruiken de spil van een samengesteld blad als rank zoals bij soorten uit het geslacht Clematis. Stengelranken zijn ranken die vanuit de zijkant van de stengelknopen ontspringen zoals bij soorten uit de komkommerfamilie, soorten uit het geslacht Vitis zoals de druif en soorten uit het geslacht Ampelopsis of ontspringen vanuit de bladoksels zoals bij de meeste soorten passiebloemen.

## Afbeeldingen

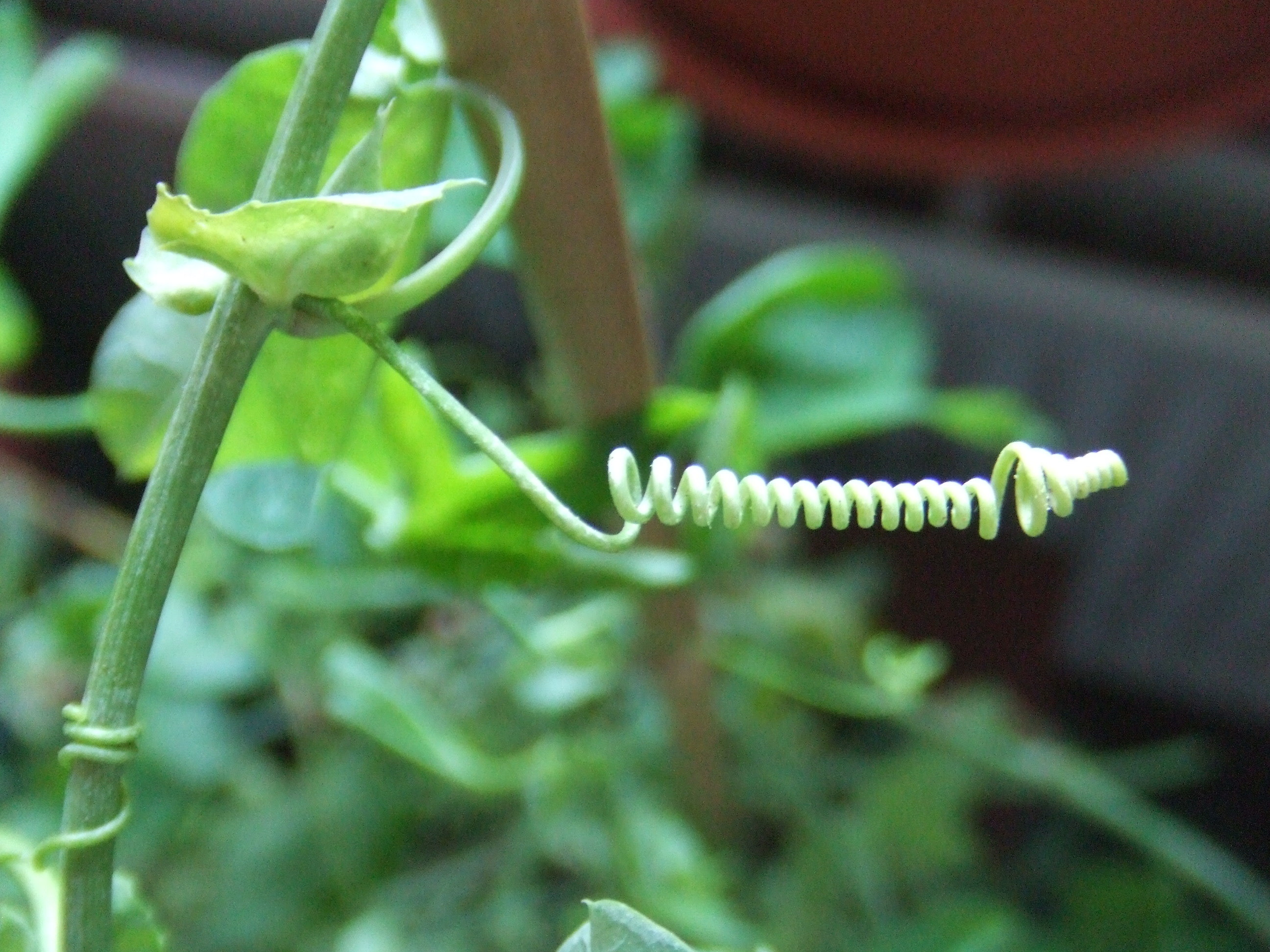
Stengelrank van Passiflora umbilicata
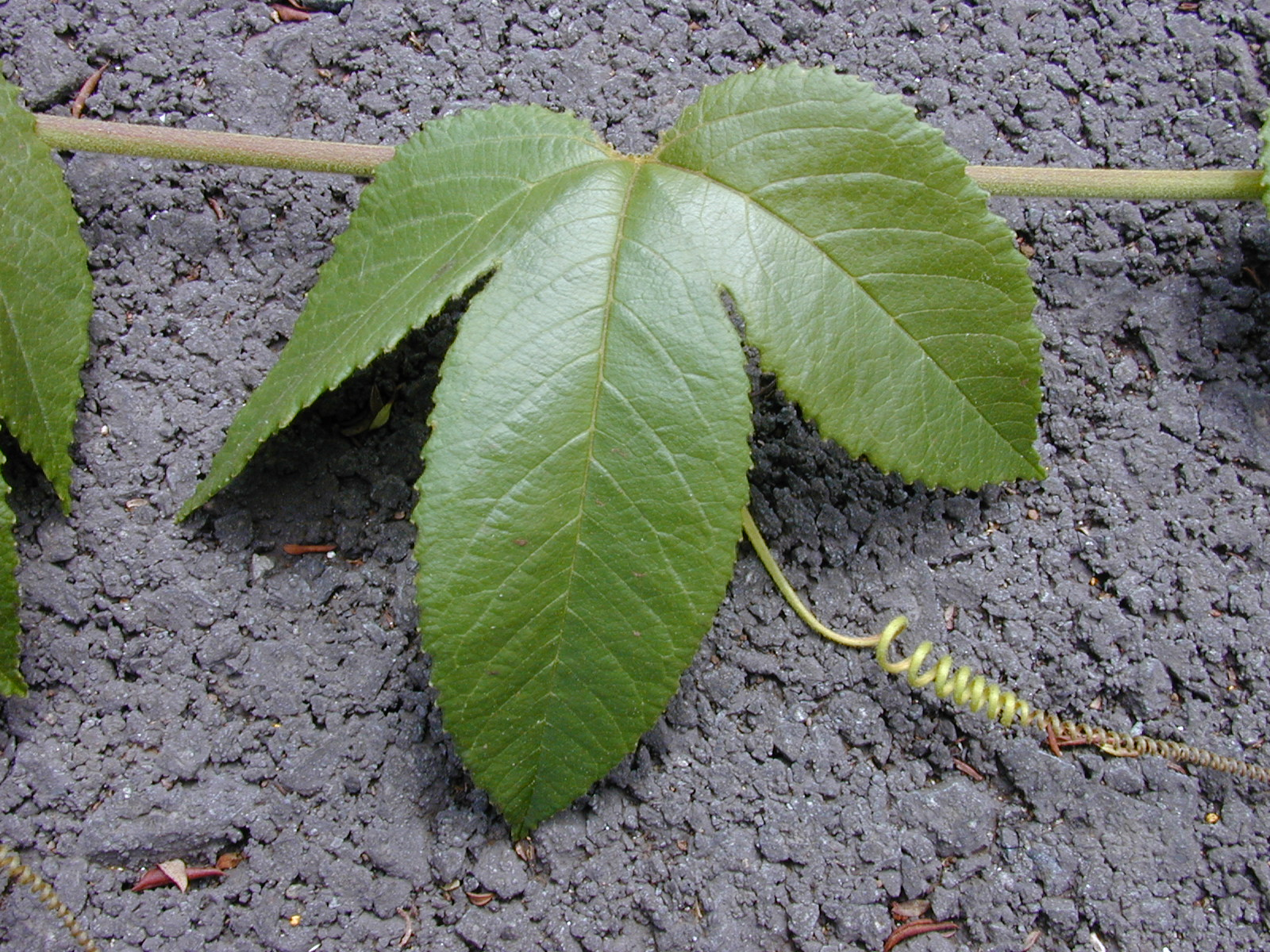
Stengelrank en blad van Passiflora tarminiana
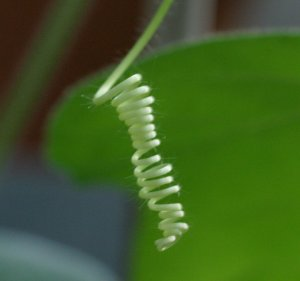
Stengelrank van Passiflora foetida
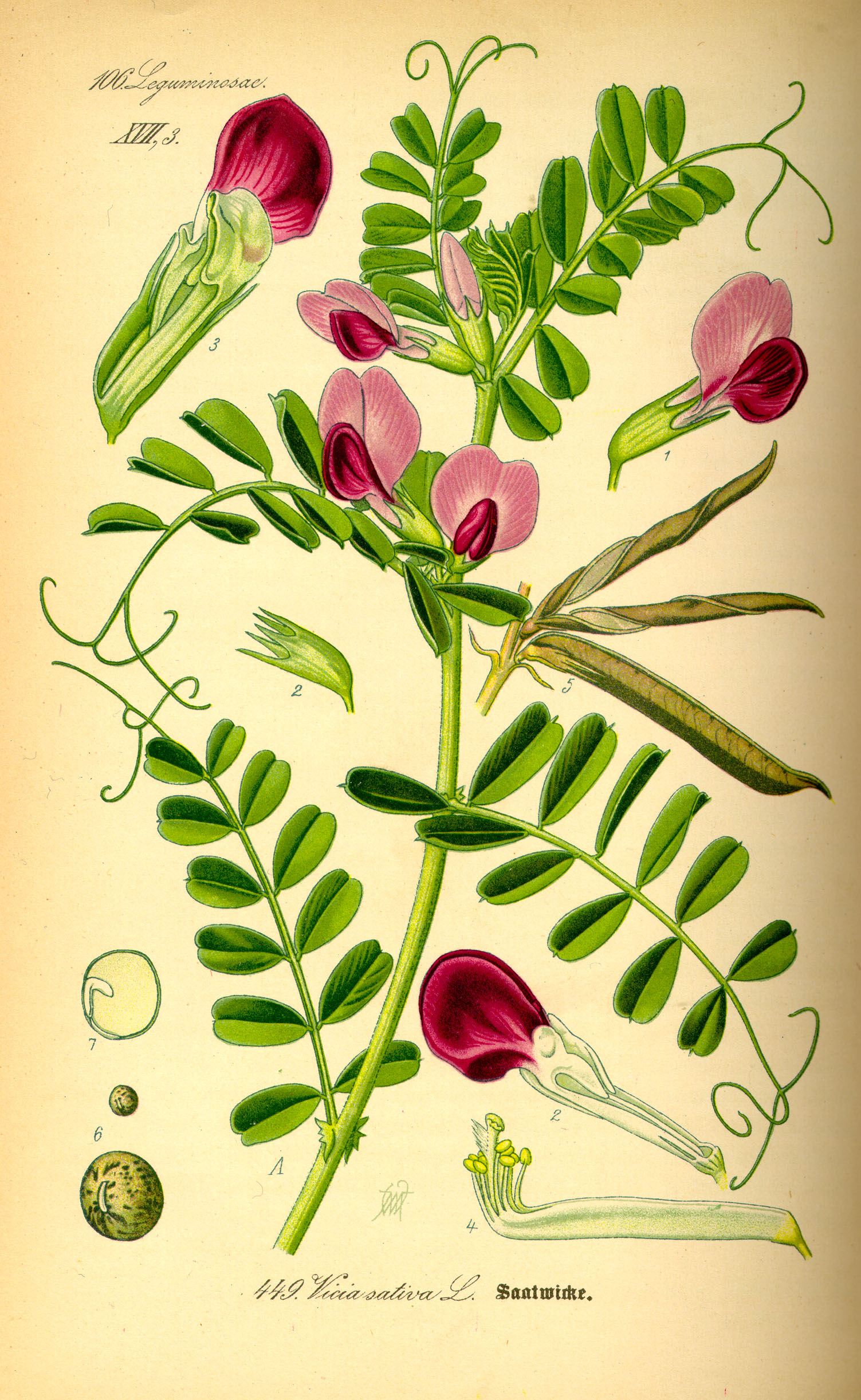
Bladranken van voederwikke
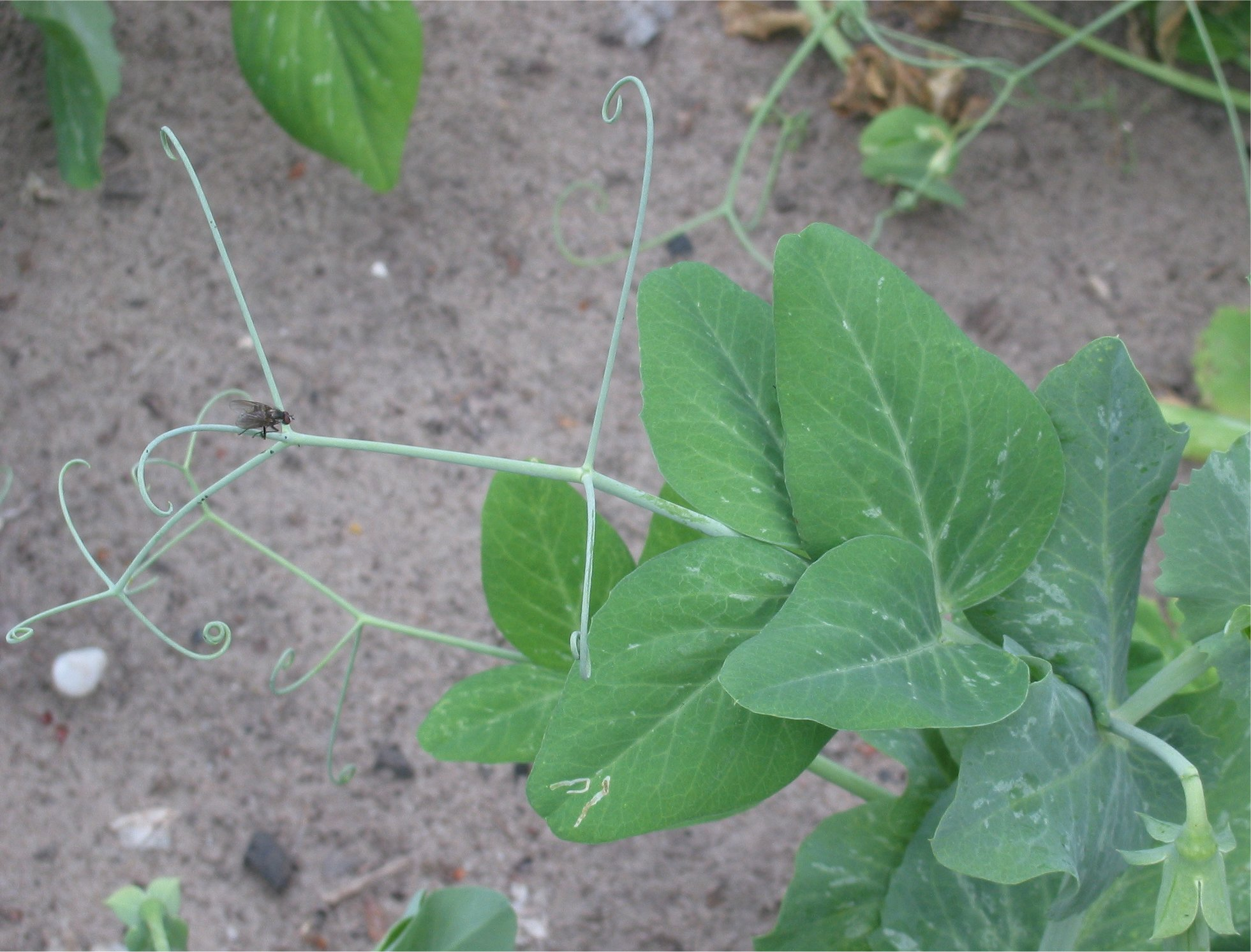
Bladranken bij doperwt
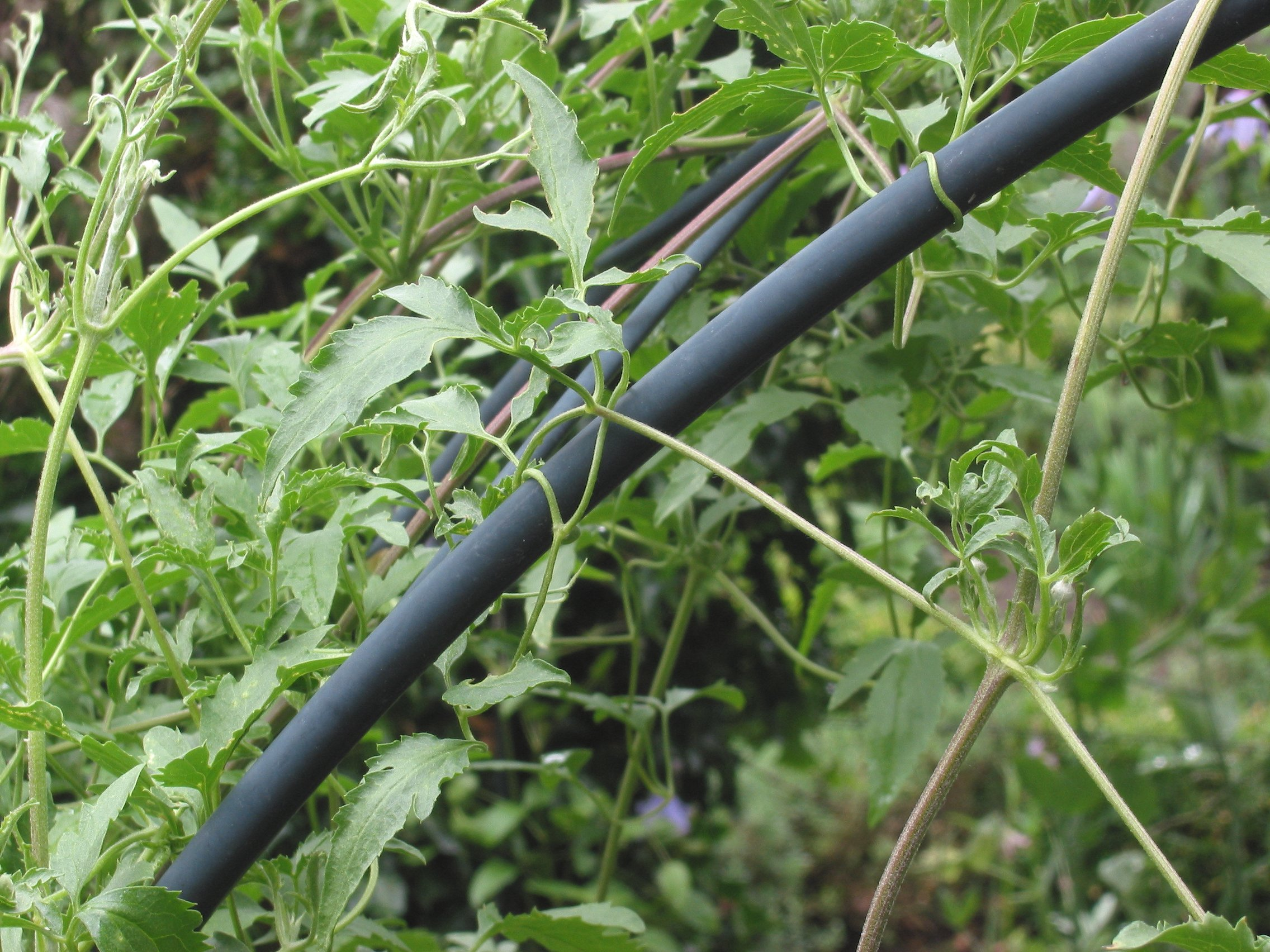
Blad van de clematis Clematis tangutica als rank
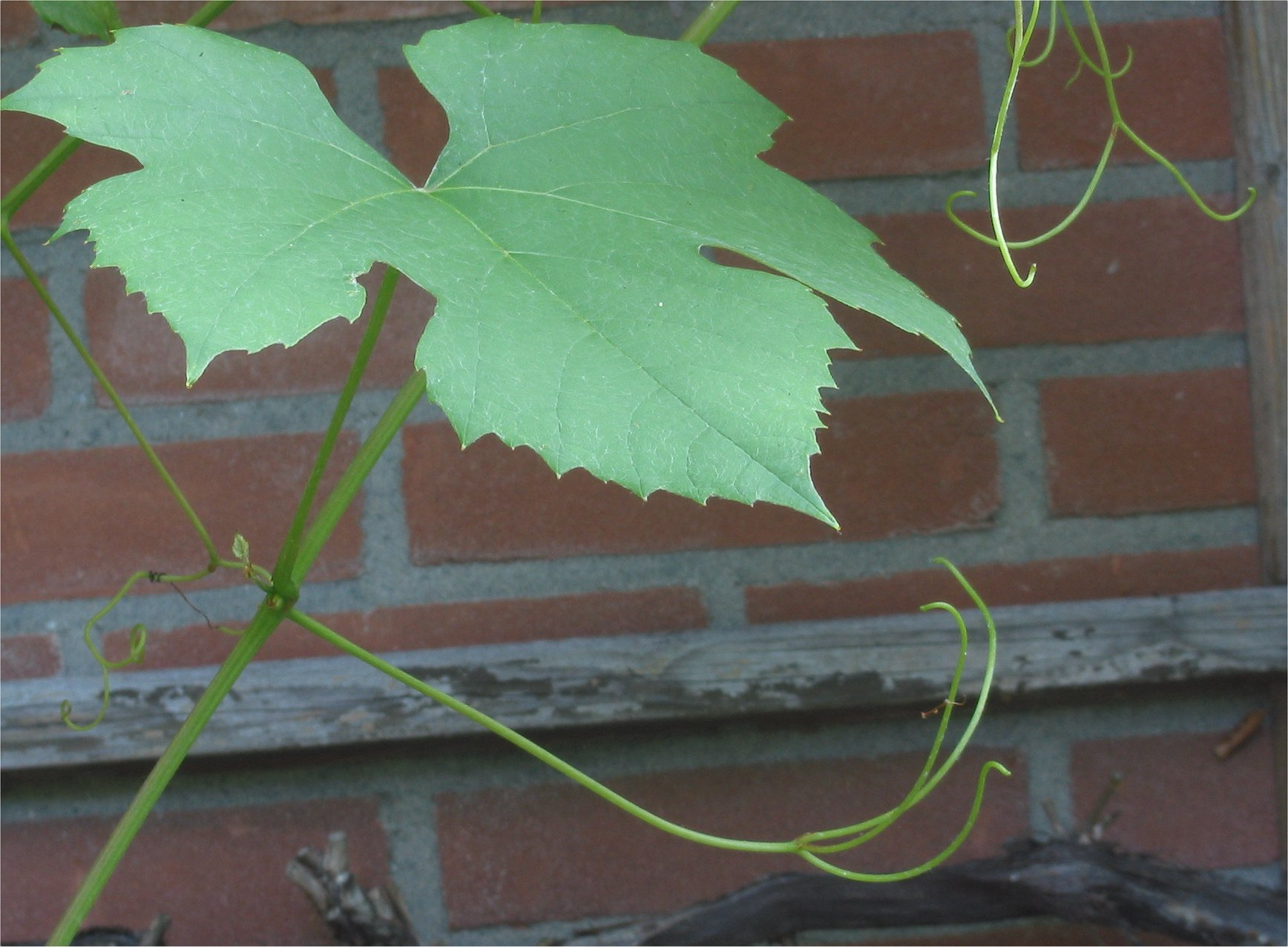
Vertakte stengelranken van druif
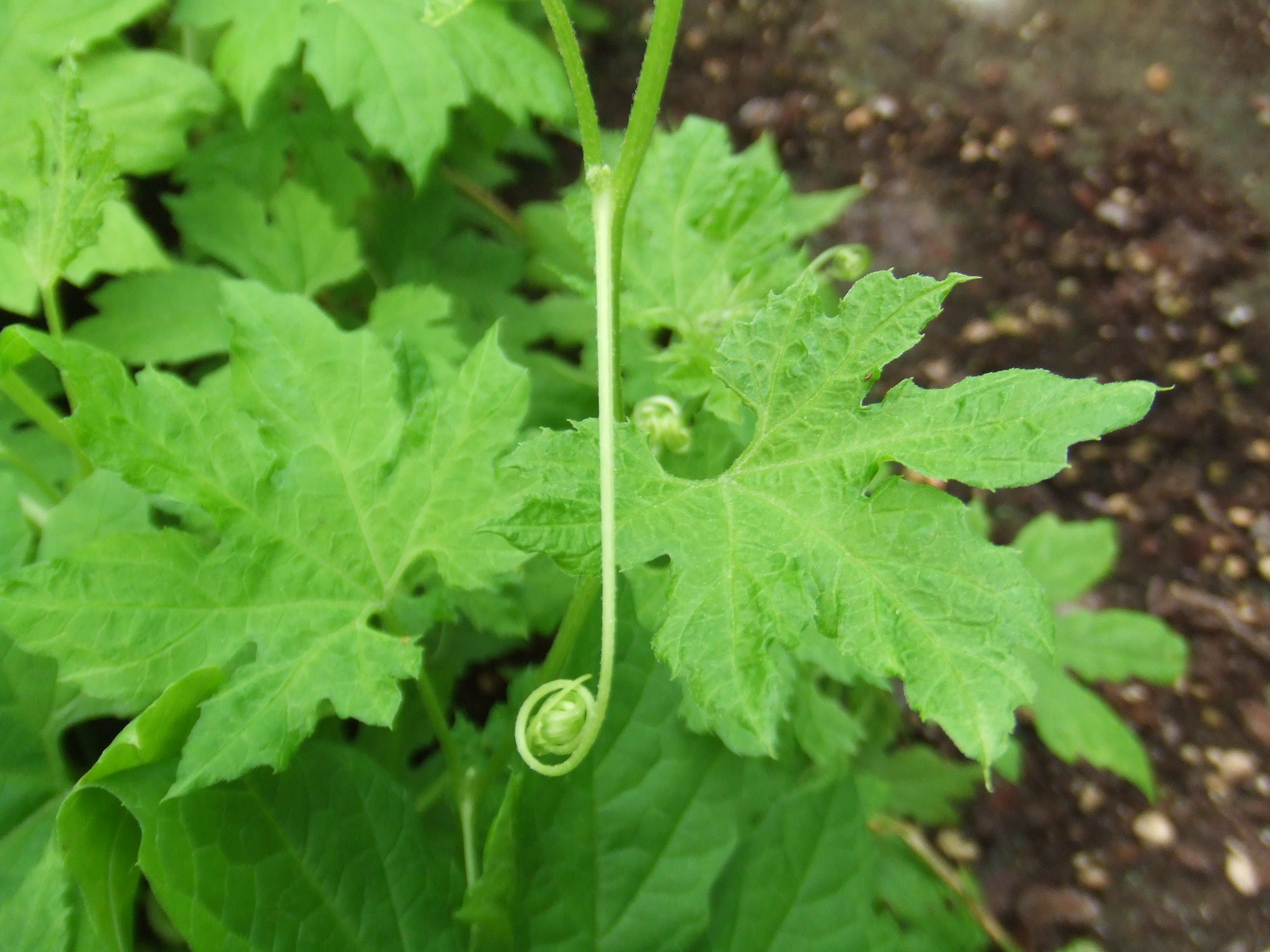
Bladeren en stengelrank van balsemappel